# Settimana internazionale della critica (Cannes)
La Settimana internazionale della critica (Semaine de la Critique, abbreviata come SIC) è una sezione parallela alla selezione ufficiale del Festival di Cannes, che si svolge dal 1962, organizzata dal sindacato francese della critica cinematografica e dedicata alla scoperta di nuovi talenti. Nella propria selezione presenta solo opere prime e seconde.